# North American Soccer League 2015
Navigation
Édition précédente Édition suivante
La North American Soccer League 2015 est la 48e saison de la deuxième division de soccer aux États-Unis et la cinquième saison de la renaissante North American Soccer League. Onze équipes participent à ce championnat professionnel dont deux du Canada, à la suite de l'entrée dans la ligue du Jacksonville Armada FC.

## Personnel et commanditaires
| Équipe                   | Entraîneur           | Capitaine        | Commanditaire maillot                     |
| ------------------------ | -------------------- | ---------------- | ----------------------------------------- |
| Atlanta Silverbacks      | Gary Smith           | Simon Mensing    | Aucun                                     |
| Carolina RailHawks       | Colin Clarke         | Kupono Low       | Blue Cross Blue Shield of NC              |
| FC Edmonton              | Colin Miller         | Albert Watson    | Fath Group                                |
| Fort Lauderdale Strikers | Günter Kronsteiner   | Iván Guerrero    | Azul Airlines                             |
| Indy Eleven              | Tim Reagan (intérim) | Kristian Nicht   | Honda                                     |
| Jacksonville Armada FC   | Eric Dade (intérim)  | Marcos Flores    | Winn-Dixie                                |
| Minnesota United         | Manny Lagos          | Aaron Pitchkolan | Atomic Data, Mall of America              |
| New York Cosmos          | Giovanni Savarese    | Carlos Mendes    | Emirates                                  |
| Ottawa Fury              | Marc Dos Santos      | Richie Ryan      | Heart and Crown                           |
| San Antonio Scorpions    | Alen Marcina         | Adrian Cann      | Toyota                                    |
| Tampa Bay Rowdies        | Stuart Campbell      | Marcelo Saragosa | Seminole Hard Rock Hotel and Casino Tampa |

### Changements d'entraîneurs
| Équipe                   | Entraîneur sortant      | Statut                      | Date du départ        | Position au classement | Entraîneur entrant      | Date d'arrivée    |
| ------------------------ | ----------------------- | --------------------------- | --------------------- | ---------------------- | ----------------------- | ----------------- |
| Atlanta Silverbacks      | Alejandro Pombo         | Fin de la période d'intérim | 2 novembre 2014       | Pré-saison             | Gary Smith              | 23 décembre 2014  |
| Fort Lauderdale Strikers | Günter Kronsteiner      | Fin du contrat              | 5 décembre 2014       | Pré-saison             | Marcelo Neveleff        | 19 janvier 2015   |
| Jacksonville Armada      | Franchise d'expansion   | Franchise d'expansion       | Franchise d'expansion | Franchise d'expansion  | José Luis Villarreal    | 14 juin 2014      |
| Tampa Bay Rowdies        | Ricky Hill              | Limogé                      | 18 novembre 2014      | Pré-saison             | Thomas Rongen           | 3 décembre 2014   |
| Jacksonville Armada      | José Luis Villarreal    | Résigne                     | 22 mai 2015           | 6e                     | Guillermo Ángel Hoyos   | 14 juin 2015      |
| Indy Eleven              | Juergen Sommer          | Limogé                      | 2 juin 2015           | 11e                    | Tim Regan (intérim)     | 2 juin 2015       |
| Fort Lauderdale Strikers | Marcelo Neveleff        | Résigne                     | 7 juin 2015           | 10e                    | Iván Guerrero (intérim) | 7 juin 2015       |
| Fort Lauderdale Strikers | Iván Guerrero (intérim) | Fin de l'intérim            | 30 juin 2015          | 8e                     | Günter Kronsteiner      | 30 juin 2015      |
| Tampa Bay Rowdies        | Thomas Rongen           | Limogé                      | 21 août 2015          | 10e                    | Stuart Campbell         | 26 août, 2015     |
| Jacksonville Armada      | Guillermo Ángel Hoyos   | Limogé                      | 21 septembre 2015     | 11e                    | Eric Dade (intérim)     | 21 septembre 2015 |

## Carte
| Silverbacks RailHawks Edmonton Strikers United Cosmos Scorpions Rowdies Fury Indy Armada |

| - Atlanta Silverbacks - Carolina RailHawks - FC Edmonton - Fort Lauderdale Strikers - Indy Eleven - Jacksonville Armada FC - Minnesota United - New York Cosmos - Ottawa Fury - San Antonio Scorpions - Tampa Bay Rowdies |

## Championnat printanier
La saison printanière s'étend sur dix journées, du 4 avril au 13 juin. Le calendrier prévoit un affrontement unique entre chaque équipe où les équipes reçoivent à cinq reprises et se déplacent cinq fois durant la saison. Le champion de la saison printanière se qualifie automatiquement pour les séries éliminatoires en fin de saison.

### Classement
| Rang | Équipe                   | Pts | J  | G | N | P | Bp | Bc | Diff |
| ---- | ------------------------ | --- | -- | - | - | - | -- | -- | ---- |
| 1    | New York Cosmos          | 20  | 10 | 5 | 5 | 0 | 18 | 9  | +9   |
| 2    | Tampa Bay Rowdies        | 19  | 10 | 5 | 4 | 1 | 15 | 9  | +6   |
| 3    | Carolina RailHawks       | 14  | 10 | 3 | 5 | 2 | 15 | 10 | +5   |
| 4    | Minnesota United         | 14  | 10 | 3 | 5 | 2 | 15 | 13 | +2   |
| 5    | Indy Eleven              | 13  | 10 | 3 | 4 | 3 | 13 | 12 | +1   |
| 6    | Jacksonville Armada FC   | 12  | 10 | 3 | 3 | 4 | 15 | 18 | -3   |
| 7    | San Antonio Scorpions T  | 12  | 10 | 3 | 3 | 4 | 11 | 15 | -4   |
| 8    | Fort Lauderdale Strikers | 11  | 10 | 3 | 2 | 5 | 12 | 13 | -1   |
| 9    | Fury d'Ottawa            | 11  | 10 | 2 | 5 | 3 | 5  | 8  | -3   |
| 10   | FC Edmonton              | 9   | 10 | 2 | 3 | 5 | 16 | 22 | -6   |
| 11   | Atlanta Silverbacks      | 8   | 10 | 1 | 5 | 4 | 7  | 13 | -6   |

### Résultats
| Résultats (▼dom., ►ext.)                                   | ATL | CAR | EDM | FTL | IND | JAX | MIN | NYC | OTT | SAS | TBR |
| Atlanta Silverbacks                                        |     |     |     |     | 1-1 | 1-1 |     | 0-0 | 1-1 | 0-1 |     |
| Carolina Railhawks                                         | 1-2 |     |     |     |     |     | 1-1 | 2-2 | 3-1 |     | 1-1 |
| FC Edmonton                                                | 4-2 | 1-1 |     | 3-2 |     |     | 2-2 |     |     | 2-3 |     |
| Fort Lauderdale Strikers                                   | 0-0 | 0-1 |     |     | 1-2 | 2-1 |     | 0-1 |     |     |     |
| Indy Eleven                                                |     | 1-1 | 3-0 |     |     |     | 1-3 | 1-1 |     |     | 2-2 |
| Jacksonville Armada FC                                     |     | 0-4 | 3-1 |     | 1-0 |     |     |     | 0-0 | 2-1 |     |
| Minnesota United                                           | 1-0 |     |     | 2-3 |     | 3-2 |     | 1-1 |     | 2-2 |     |
| New York Cosmos                                            |     |     | 4-2 |     |     | 3-3 |     |     | 1-0 | 3-0 | 2-0 |
| Ottawa Fury                                                |     |     | 0-0 | 1-3 | 1-0 |     | 1-0 |     |     |     | 0-0 |
| San Antonio Scorpions                                      |     | 1-0 |     | 1-1 | 1-2 |     |     |     | 0-0 |     | 1-3 |
| Tampa Bay Rowdies                                          | 3-0 |     | 2-1 | 1-0 |     | 3-2 | 0-0 |     |     |     |     |
| - Victoire à domicile - Match nul - Victoire à l'extérieur |     |     |     |     |     |     |     |     |     |     |     |

## Championnat d'automne
La saison d'automne commence le 4 juillet et se termine le 1er novembre avec chaque équipe affrontant les autres à deux reprises, une fois à domicile et une fois à l'extérieur. Le champion d'automne se qualifie automatiquement pour les séries éliminatoires.

### Classement
| Rang | Équipe                   | Pts | J  | G  | N | P  | Bp | Bc | Diff |
| ---- | ------------------------ | --- | -- | -- | - | -- | -- | -- | ---- |
| 1    | Fury d'Ottawa            | 45  | 20 | 13 | 6 | 1  | 37 | 15 | +22  |
| 2    | Minnesota United         | 39  | 20 | 11 | 6 | 3  | 39 | 26 | +13  |
| 3    | New York Cosmos          | 36  | 20 | 10 | 6 | 4  | 31 | 21 | +10  |
| 4    | Fort Lauderdale Strikers | 30  | 20 | 8  | 6 | 6  | 37 | 27 | +10  |
| 5    | FC Edmonton              | 26  | 20 | 7  | 5 | 8  | 25 | 24 | +1   |
| 6    | Atlanta Silverbacks      | 25  | 20 | 6  | 7 | 7  | 24 | 27 | -3   |
| 7    | Carolina RailHawks       | 21  | 20 | 6  | 3 | 11 | 29 | 39 | -10  |
| 8    | Tampa Bay Rowdies        | 20  | 20 | 5  | 5 | 10 | 18 | 28 | -10  |
| 9    | Indy Eleven              | 20  | 20 | 5  | 5 | 10 | 23 | 36 | -13  |
| 10   | San Antonio Scorpions    | 19  | 20 | 4  | 7 | 9  | 30 | 37 | -7   |
| 11   | Jacksonville Armada FC   | 19  | 20 | 5  | 4 | 11 | 18 | 31 | -13  |

### Résultats
| Résultats (▼dom., ►ext.)                                   | ATL | CAR | EDM | FTL | IND | JAX | MIN | NYC | OTT | SAS | TBR |
| Atlanta Silverbacks                                        |     | 2-1 | 1-0 | 2-1 | 1-1 | 1-0 | 1-2 | 0-3 | 1-1 | 3-3 | 0-0 |
| Carolina Railhawks                                         | 2-0 |     | 2-1 | 1-1 | 3-1 | 3-0 | 3-1 | 1-3 | 1-3 | 3-2 | 1-1 |
| FC Edmonton                                                | 1-3 | 3-0 |     | 0-2 | 2-0 | 1-1 | 1-1 | 2-1 | 0-1 | 4-0 | 1-0 |
| Fort Lauderdale Strikers                                   | 2-2 | 4-0 | 1-1 |     | 7-1 | 2-0 | 2-5 | 3-3 | 0-2 | 0-0 | 2-1 |
| Indy Eleven                                                | 0-1 | 2-1 | 0-2 | 2-1 |     | 3-0 | 3-1 | 1-1 | 1-4 | 1-2 | 2-0 |
| Jacksonville Armada FC                                     | 1-0 | 3-0 | 3-2 | 0-1 | 1-1 |     | 3-3 | 1-0 | 1-3 | 0-0 | 2-0 |
| Minnesota United                                           | 1-0 | 3-1 | 1-1 | 2-1 | 1-0 | 4-0 |     | 0-0 | 1-1 | 2-2 | 1-0 |
| New York Cosmos                                            | 1-1 | 3-2 | 3-0 | 2-0 | 1-1 | 1-0 | 2-1 |     | 1-4 | 2-1 | 2-0 |
| Ottawa Fury                                                | 2-1 | 2-1 | 2-0 | 0-0 | 4-2 | 2-0 | 1-2 | 0-0 |     | 1-0 | 2-2 |
| San Antonio Scorpions                                      | 3-3 | 3-3 | 2-2 | 2-4 | 2-0 | 1-0 | 3-4 | 1-2 | 0-1 |     | 3-0 |
| Tampa Bay Rowdies                                          | 2-1 | 1-0 | 0-1 | 1-3 | 1-1 | 3-2 | 1-3 | 2-0 | 1-1 | 2-0 |     |
| - Victoire à domicile - Match nul - Victoire à l'extérieur |     |     |     |     |     |     |     |     |     |     |     |

## The Championship
The Championship, culminant avec le Soccer Bowl 2015, met aux prises les vainqueurs des deux volets de la saison - printemps et automne - accueillant les deux meilleures équipes sur l'ensemble de la saison. Les deux équipes s'imposant accèdent à la finale du championnat, le Soccer Bowl 2015.

### Classement combiné
| Rang | Équipe                   | Pts | J  | G  | N  | P  | Bp | Bc | Diff |
| ---- | ------------------------ | --- | -- | -- | -- | -- | -- | -- | ---- |
| 1    | New York Cosmos          | 56  | 30 | 15 | 11 | 4  | 49 | 30 | +19  |
| 2    | Fury d'Ottawa            | 56  | 30 | 15 | 11 | 4  | 42 | 23 | +19  |
| 3    | Minnesota United         | 53  | 30 | 14 | 11 | 5  | 54 | 39 | +15  |
| 4    | Fort Lauderdale Strikers | 41  | 30 | 11 | 8  | 11 | 49 | 40 | +9   |
| 5    | Tampa Bay Rowdies        | 39  | 30 | 10 | 9  | 11 | 33 | 37 | -4   |
| 6    | Carolina RailHawks       | 35  | 30 | 9  | 8  | 13 | 44 | 49 | -5   |
| 7    | FC Edmonton              | 35  | 30 | 9  | 8  | 13 | 41 | 46 | -5   |
| 8    | Atlanta Silverbacks      | 33  | 30 | 7  | 12 | 11 | 31 | 40 | -9   |
| 9    | Indy Eleven              | 33  | 30 | 8  | 9  | 13 | 36 | 48 | -12  |
| 10   | San Antonio Scorpions    | 31  | 30 | 7  | 10 | 13 | 41 | 52 | -11  |
| 11   | Jacksonville Armada FC   | 31  | 30 | 8  | 7  | 15 | 33 | 49 | -16  |

- Franchise ayant remporté un championnat saisonnier
- Franchise qualifiée pour les séries éliminatoires

### The Championship
| 7 novembre 2015 | New York Cosmos                         | 2 - 1   | Fort Lauderdale Strikers |                                                                 |                                                                 |
| 14h00 EST       | Cellerino 37e · Raúl 61e                |         | 16e PC                   | MCU Park, Brooklyn Spectateurs : 5 061 Arbitrage : Sorin Stoica | MCU Park, Brooklyn Spectateurs : 5 061 Arbitrage : Sorin Stoica |
| 14h00 EST       | Senna 58e · Szetela 71e · Cellerino 74e | Rapport | 33e Thomas               | MCU Park, Brooklyn Spectateurs : 5 061 Arbitrage : Sorin Stoica | MCU Park, Brooklyn Spectateurs : 5 061 Arbitrage : Sorin Stoica |

| 8 novembre 2015 | Fury d'Ottawa                  | 2 - 1 a. p. | Minnesota United                                                   |                                                                         |                                                                         |
| 15h00 EST       | Heinemann 47e · Heinemann 108e |             | 7e (pen.) Ramirez                                                  | Stade TD Place, Ottawa Spectateurs : 9 346 Arbitrage : Mathieu Bourdeau | Stade TD Place, Ottawa Spectateurs : 9 346 Arbitrage : Mathieu Bourdeau |
| 15h00 EST       | Heinemann 9e · Trafford 104e   | Rapport     | 2e Calvano · 45e Ibson · 45e Mendes · 100e Vicentini · 120e Jordan | Stade TD Place, Ottawa Spectateurs : 9 346 Arbitrage : Mathieu Bourdeau | Stade TD Place, Ottawa Spectateurs : 9 346 Arbitrage : Mathieu Bourdeau |

### Soccer Bowl
| 15 novembre 2015 | New York Cosmos                              | 3 - 2   | Fury d'Ottawa                        |                                                                       |                                                                       |
| 20:30 EST        | Cellerino 8e · Cellerino 72e · Cellerino 85e |         | 70e Heinemann · 90+2e Heinemann      | Shuart Stadium, Hempstead Spectateurs : 10 166 Arbitrage : Alan Kelly | Shuart Stadium, Hempstead Spectateurs : 10 166 Arbitrage : Alan Kelly |
| 20:30 EST        | Cellerino 7e · Maurer 41e · Guenzatti 60e    | Rapport | 68e Trafford · 76e Falvey · 76e Ryan | Shuart Stadium, Hempstead Spectateurs : 10 166 Arbitrage : Alan Kelly | Shuart Stadium, Hempstead Spectateurs : 10 166 Arbitrage : Alan Kelly |

| Vainqueur du Soccer Bowl 2015 New York Cosmos 2e titre |

## Statistiques individuelles
| Rang | Joueur            | Équipes                  | Buts |
| ---- | ----------------- | ------------------------ | ---- |
| 1    | Stefano Pinho     | Fort Lauderdale Strikers | 16   |
| 2    | Christian Ramirez | Minnesota United         | 12   |
| 3    | Nacho Novo        | Carolina RailHawks       | 11   |
| 4    | Omar Cummings     | San Antonio Scorpions    | 10   |
| 5    | Rafael Castillo   | San Antonio Scorpions    | 8    |
| 5    | Leo Fernandes     | New York Cosmos          | 8    |
| 5    | Daryl Fordyce     | FC Edmonton              | 8    |
| 5    | Marlon Freitas    | Fort Lauderdale Strikers | 8    |
| 5    | Tom Heinemann     | Fury d'Ottawa            | 8    |
| 5    | Lance Laing       | FC Edmonton              | 8    |
| 5    | Raúl              | New York Cosmos          | 8    |

| Rang | Joueur              | Équipe                   | Passes |
| ---- | ------------------- | ------------------------ | ------ |
| 1    | Georgi Hristov      | Tampa Bay Rowdies        | 9      |
| 1    | Ty Shipalane        | Carolina RailHawks       | 9      |
| 3    | Billy Forbes        | San Antonio Scorpions    | 8      |
| 4    | Jaime Chavez        | Atlanta Silverbacks      | 7      |
| 4    | Lance Laing         | FC Edmonton              | 7      |
| 4    | Stefano Pinho       | Fort Lauderdale Strikers | 7      |
| 4    | Siniša Ubiparipović | Fury d'Ottawa            | 7      |
| 8    | Kalif Alhassan      | Minnesota United         | 6      |
| 8    | Junior Burgos       | Atlanta Silverbacks      | 6      |
| 8    | Christian Ramirez   | Minnesota United         | 6      |
| 8    | Kevin Venegas       | Minnesota United         | 6      |